# Equipo de Consulta de Ciencias del Comportamiento

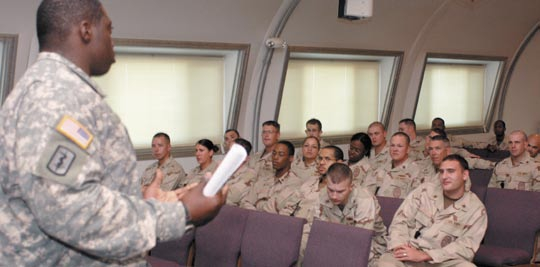
Un soldado del Equipo de Consulta de Ciencias del Comportamiento de la JTF informa a los soldados sobre técnicas de comunicación para ser más efectivos en el manejo de las tareas diarias dentro del Campamento Delta.

Equipo de Consulta de Ciencias del Comportamiento (en inglés Behavioral Science Consultation Team, BSCTs, siglas pronunciadas como "biscuits", que significa "galletas") es el nombre que se da a los grupos de psiquiatras, otros médicos y psicólogos que estudian a los detenidos en las detenciones extrajudiciales estadounidenses.

## Historia
Los grupos fueron oficialmente autorizados por el Departamento de Defensa de EE. UU. a mediados de 2002, siguiendo el consejo del general Michael E. Dunlavey, posteriormente jefe de interrogatorios en el centro de detención de Guantánamo. Los BSCTs propusieron un patrón de tres pasos para los interrogatorios severos, que incluyen la privación de sueño y la presión psicológica:

Condiciones de detención adicionales que creían ayudarían aún más a las operaciones de recopilación de inteligencia. Estos incluyen el uso de ventiladores y generadores para crear ruido blanco como una forma de presión psicológica; restringir a los detenidos "resistentes" a no más de cuatro horas de sueño al día; privándolos de "artículos de confort" como sábanas, mantas, colchones y toallitas; y controlando su acceso al Corán. "Todos los aspectos del entorno [de detención]", argumentaron, "deberían aumentar el shock de la captura, dislocar las expectativas, fomentar la dependencia y apoyar la explotación en la mayor medida posible".

Estos equipos son controvertidos porque algunos críticos consideran su participación en lo que es llamado "interrogatorio mejorado" de los detenidos en la guerra contra el terror un incumplimiento de la ética médica.
Cuando Darrel Vandeveld, uno de los abogados asignados para servir como fiscales de la comisión militar que investigó el caso contra Mohammed Jawad, uno de los individuos que se le asignó fiscalizar, se dio cuenta de que el registro mostraba que Jawad, cuando todavía era un menor, había sido sometido a privación del sueño, una técnica de tortura que ya había sido desautorizada, por consejo de la psicólogo del Ejército teniente coronel Diane M. Zierhoffer.

## Ética médica
La consternación de la Asociación Americana de Psicología fue tal que lanzó la "Reafirmación de la posición de la Asociación Americana de Psicología contra la tortura y otros tratos o castigos crueles, inhumanos o degradantes y su aplicación a individuos definidos en el Código de los Estados Unidos como "combatientes enemigos"" para dejar en claro que cualquier tortura y otros tratos crueles, inhumanos o degradantes no eran éticos, en cualquiera que fuese la situación.